# Harrowgate Hill
Harrowgate Hill – dzielnica w Darlington, w Anglii, w Durham, w dystrykcie (unitary authority) Darlington. W 2011 miejscowość liczyła 5997 mieszkańców.